# 一戸姉帯テレビ中継局
一戸姉帯テレビ中継局（いちのへあねたいテレビちゅうけいきょく）は、岩手県二戸郡一戸町に置かれているテレビ放送の中継局である。

## NHK一戸姉帯テレビ中継局

### デジタルテレビ放送
当初は先行局の状況などから置局を判断するとされていたが、2009年3月27日にロードマップが改定され、二戸局によるカバーに変更された。

### アナログテレビ放送
| チャンネル 番号 | 放送局名     | 空中線 電力       | ERP                | 偏波面   | 放送対象地域 | 放送区域 内世帯数 | 運用開始日      |
| --------------- | ------------ | ----------------- | ------------------ | -------- | ------------ | ----------------- | --------------- |
| 45              | NHK 盛岡総合 | 映像1W/ 音声250mW | 映像8.7W/ 音声2.2W | 水平偏波 | 岩手県       | -                 | 1972年 12月15日 |
| 47              | NHK 盛岡教育 | 映像1W/ 音声250mW | 映像8.7W/ 音声2.2W | 水平偏波 | 全国         | -                 | 1972年 12月15日 |

- 所在地： 二戸郡一戸町面岸字上村（洞口山）
- 放送区域： 二戸中継局からの電波が届きにくい一戸町姉帯・面岸地区と岩手郡葛巻町田部地区をカバーしている。
- 2011年7月24日をもってすべて廃止される予定だったが、東日本大震災発生の影響により、2012年3月31日まで延期された。なお、民放は中継局を設置していなかった。

## 受信障害対策中継放送を行う放送局（ギャップフィラー）
二戸中継局からの受信に障害が生ずる恐れが出たために、「ギャップフィラー」方式よる中継局を開局させた。なお、本項では同町姉帯地区の一部をカバーする、同じギャップフィラー方式の一戸姉帯野中・一戸姉帯侍村の両中継局についても併せて記述する。
| 免許人                           | 放送局名              | リモコンキーID | 物理チャンネル | 空中線電力 | ERP                | 放送対象地域 | 放送区域内世帯数 | 開局年月日    |
| -------------------------------- | --------------------- | -------------- | -------------- | ---------- | ------------------ | ------------ | ---------------- | ------------- |
| 一戸姉帯中継局                   |                       |                |                |            |                    |              |                  |               |
| 一戸町                           | NHK盛岡総合テレビ     | 1              | 23ch           | 50mW       | 160mW              | 岩手県       | 約210世帯        | 2010年5月上旬 |
| 一戸町                           | NHK盛岡教育テレビ     | 2              | 21ch           | 50mW       | 160mW              | 全国         | 約210世帯        | 2010年5月上旬 |
| 一戸町                           | TVIテレビ岩手         | 4              | 17ch           | 50mW       | 160mW              | 岩手県       | 約210世帯        | 2010年5月上旬 |
| 一戸町                           | IAT岩手朝日テレビ     | 5              | 19ch           | 50mW       | 160mW              | 岩手県       | 約210世帯        | 2010年5月上旬 |
| 一戸町                           | IBC岩手放送           | 6              | 15ch           | 50mW       | 160mW              | 岩手県       | 約210世帯        | 2010年5月上旬 |
| 一戸町                           | mit岩手めんこいテレビ | 8              | 50ch           | 50mW       | 160mW              | 岩手県       | 約210世帯        | 2010年5月上旬 |
| 一戸姉帯野中・一戸姉帯侍村の両局 |                       |                |                |            |                    |              |                  |               |
| 一戸町                           | NHK盛岡総合テレビ     | 1              | 23ch           | 19mW       | こちらを参照のこと | 岩手県       | 2局で約260世帯   | 2011年6月     |
| 一戸町                           | NHK盛岡教育テレビ     | 2              | 21ch           | 19mW       | こちらを参照のこと | 全国         | 2局で約260世帯   | 2011年6月     |
| 一戸町                           | TVIテレビ岩手         | 4              | 17ch           | 19mW       | こちらを参照のこと | 岩手県       | 2局で約260世帯   | 2011年6月     |
| 一戸町                           | IAT岩手朝日テレビ     | 5              | 19ch           | 19mW       | こちらを参照のこと | 岩手県       | 2局で約260世帯   | 2011年6月     |
| 一戸町                           | IBC岩手放送           | 6              | 15ch           | 19mW       | こちらを参照のこと | 岩手県       | 2局で約260世帯   | 2011年6月     |
| 一戸町                           | mit岩手めんこいテレビ | 8              | 50ch           | 19mW       | こちらを参照のこと | 岩手県       | 2局で約260世帯   | 2011年6月     |

- 一戸姉帯局は、岩手県内で最初の、東北地方では宮城県白石市に次いで3例目のギャップフィラー方式による中継局となった[4][5]。また、一戸姉帯野中・一戸姉帯侍村の両局は、岩手県内では同町内に開局した一戸姉帯・一戸野田両局に次いで3例目の、東北地方では10例目のギャップフィラー方式による中継局となった[6][7]。
- 一戸姉帯局には2010年3月23日に[4][8]、一戸姉帯野中・一戸姉帯侍村の両局には2011年3月28日に免許が交付された[6][8]。